# 플로리앙 젤레르
플로리앙 젤레르(Florian Zeller, 1979년 6월 28일 ~ )는 프랑스의 소설가, 극작가, 감독이다. 2004년, 세번째 집필 소설 《악의 매력》(La Fascination du pire)을 통해 앵테랄리에상을 수상했다. 2020년 영화 《더 파더》를 통해서 영화 감독으로도 데뷔해 전 세계적인 주목을 받았다.

## 생애
플로리앙 젤레르는 오늘날 프랑스 연극을 대표하는 극작가이자 신예 소설가다. 2002년에 첫 소설 ≪인공 눈(Neiges artificielles)≫을 발표해 ‘아셰트 문학상’을 수상하며 프랑스 문단에 데뷔했다. 2004년 파리 마튀랭 극장에서 첫 희곡 ＜타인(L’Autre)＞을 공연하여 관객들의 환호와 비평가들의 격찬을 받았다. 이후 불과 10여 년 동안 6편의 소설과 10편의 희곡들 발표했으며, 그중 절반은 프랑스의 저명한 문학/연극상을 수상했다. 그에게 세계적인 명성을 안겨 준 것은 일곱 번째 희곡 ＜아버지(Le Père)＞(2012)다. ＜아버지＞는 2014년 브리가디에(Brigadier)상과 몰리에르상 3개 부문을 석권했고, 영국에서 UK 연극상(2015), 이브닝 스탠다드 최고연극상(2015), 로런스 올리비에상(2016), 미국에서 토니 최우수작품상(2015)을 수상했다. 2016년 ＜아버지＞는 이스라엘 연극아카데미 최우수상을 추가로 수상했고, 오늘날 해외에서 가장 좋아하는 프랑스 연극 중 하나가 되었다. 프랑스의 유력한 주간지 ≪렉스프레스≫는 30대인 플로리앙 젤레르를 동시대 프랑스 최고 극작가로 평가한다. 야스미나 레자, 장뤼크 라가르스, 조엘 폼므라, 플로리앙 젤레르가 주도하는 동시대 프랑스 연극은 과학 기술과 시장 경제의 횡포, 이념의 공백, 일상에 편재한 폭력, 인간관계의 단절과 자기 소외 등 당대의 사회 문제들을 천착하면서 연극 양식의 실험에도 주력해 왔다. 특히 플로리앙 젤레르는 아방가르드극과 풍자희극을 혼합한 포스트모던극 형태로 단조로운 일상생활의 지하 동굴을 탐사하고 있다.

## 작품 목록

### 영화
- 더 파더 (2020) - 연출, 각본
- 더 썬 (2022) - 연출, 각본